# Fijnaart

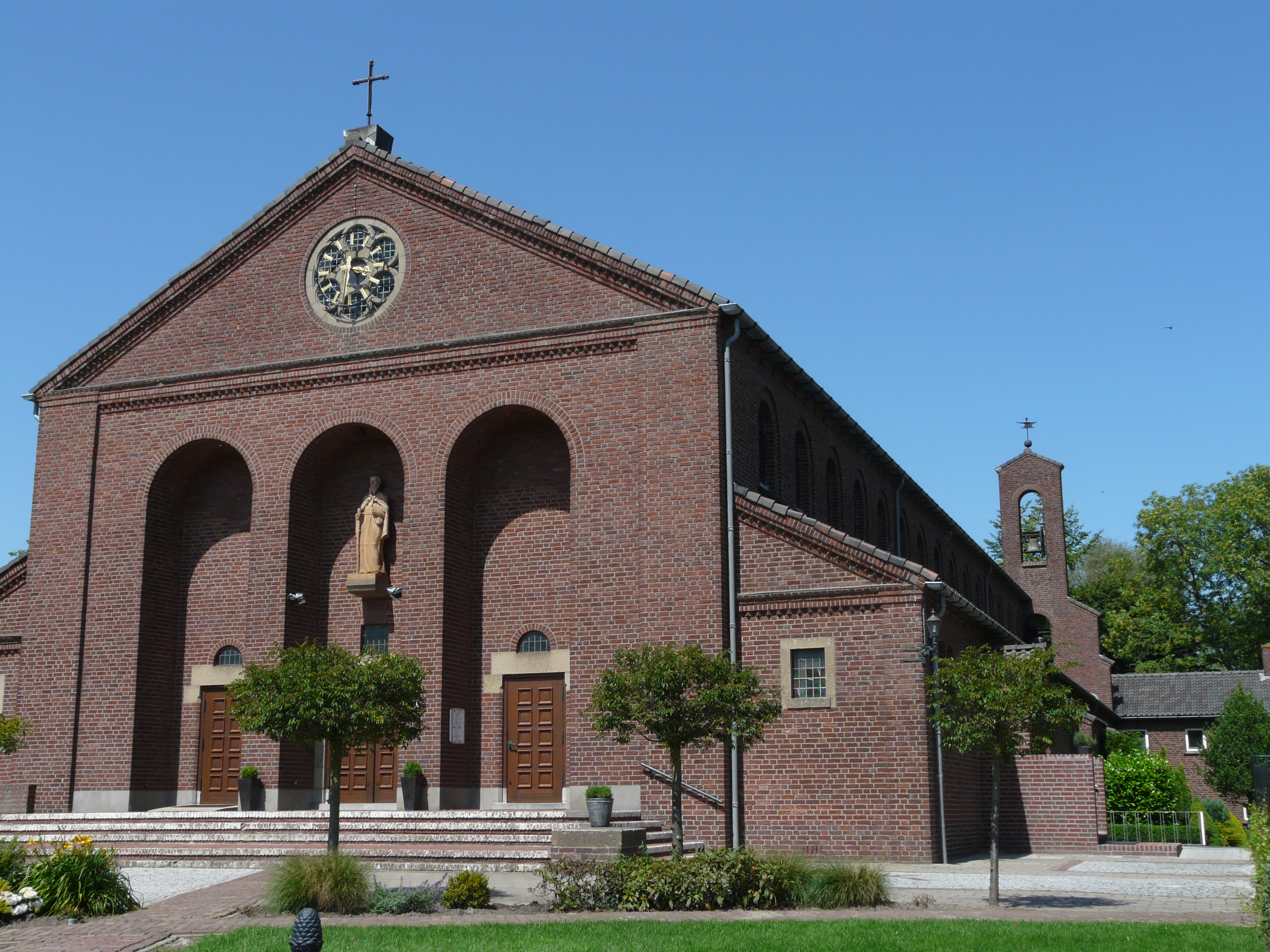
Jacobus de Meerderekerk

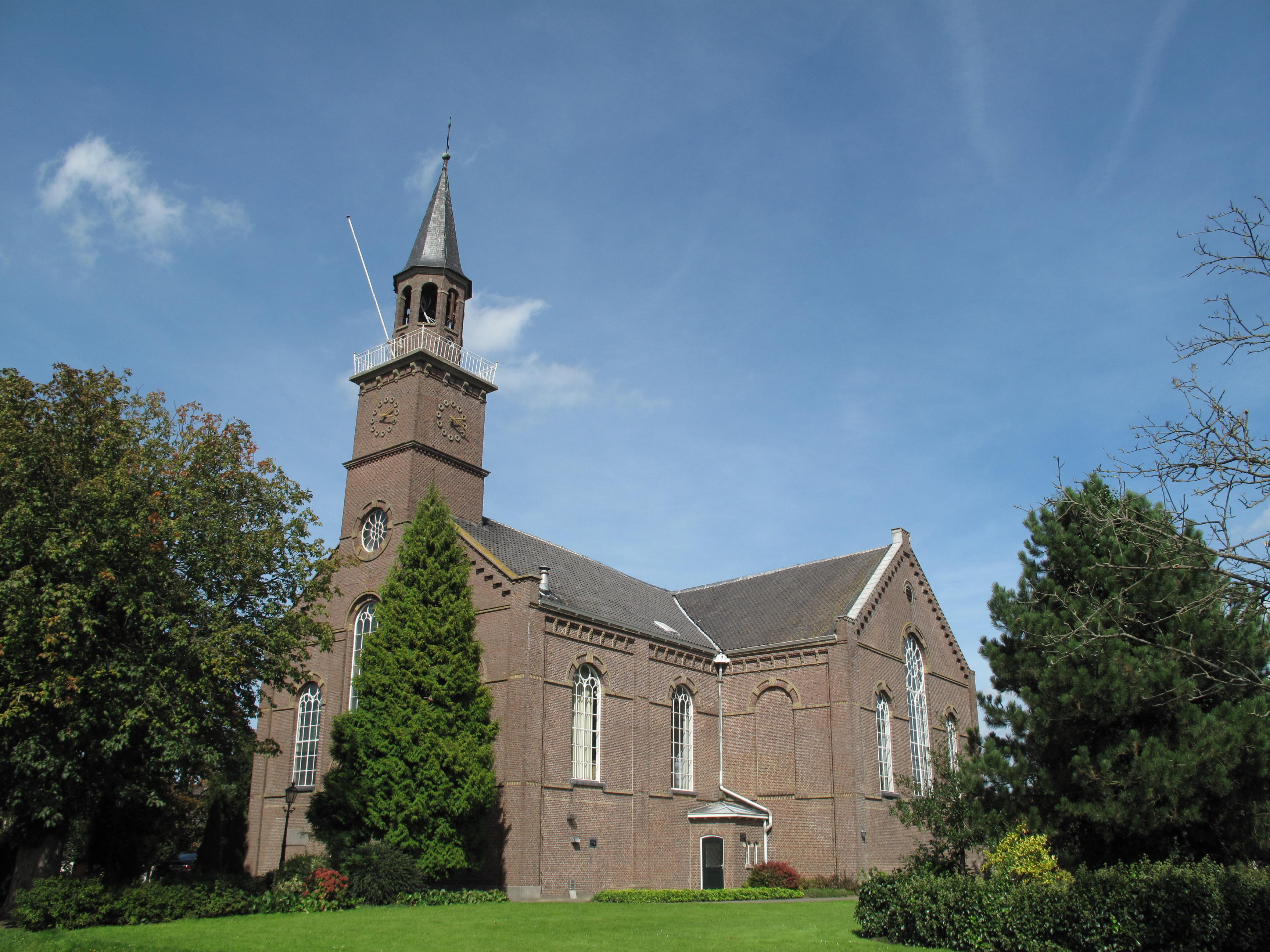
Hervormde kerk

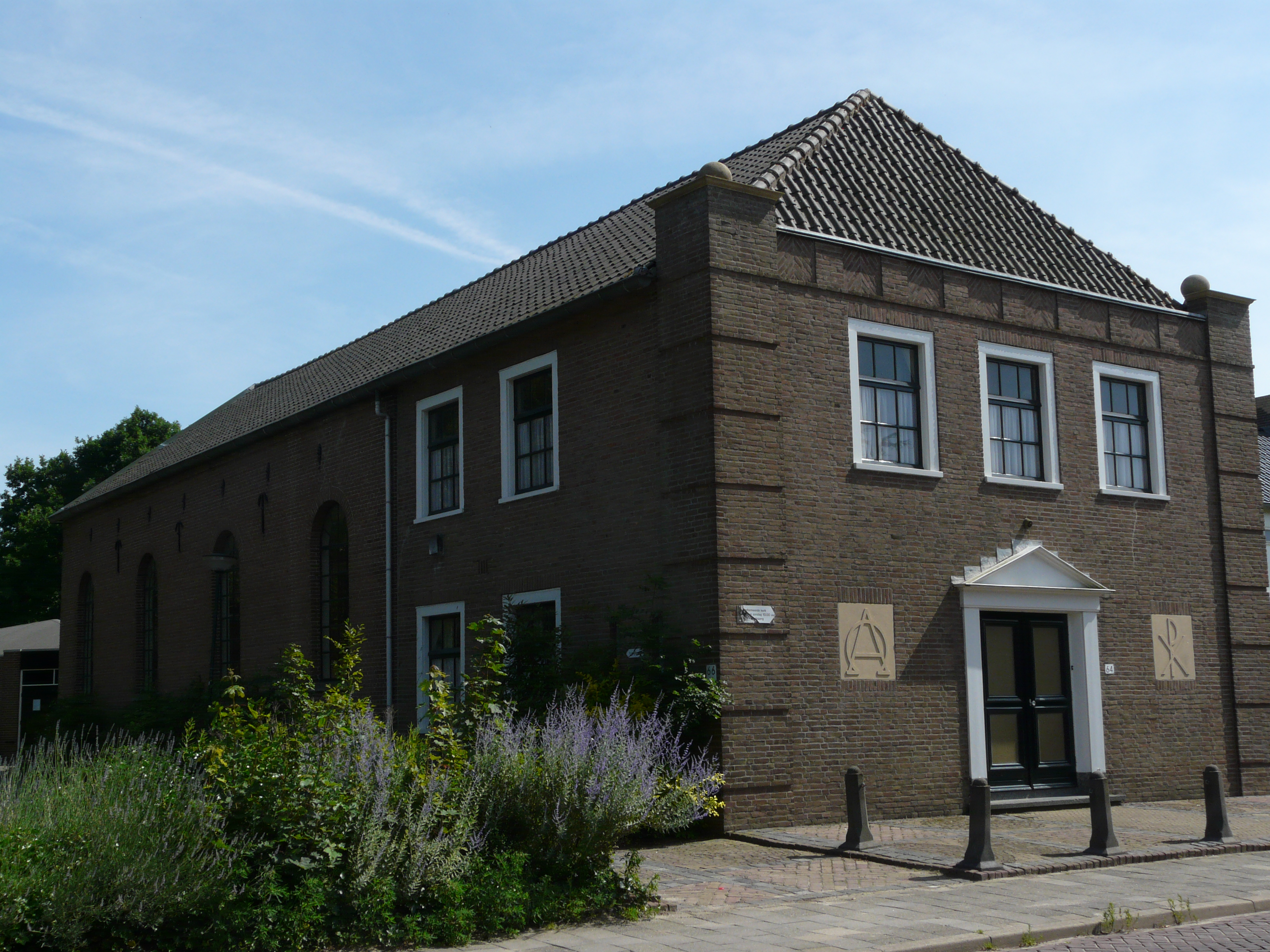
Gereformeerde kerk

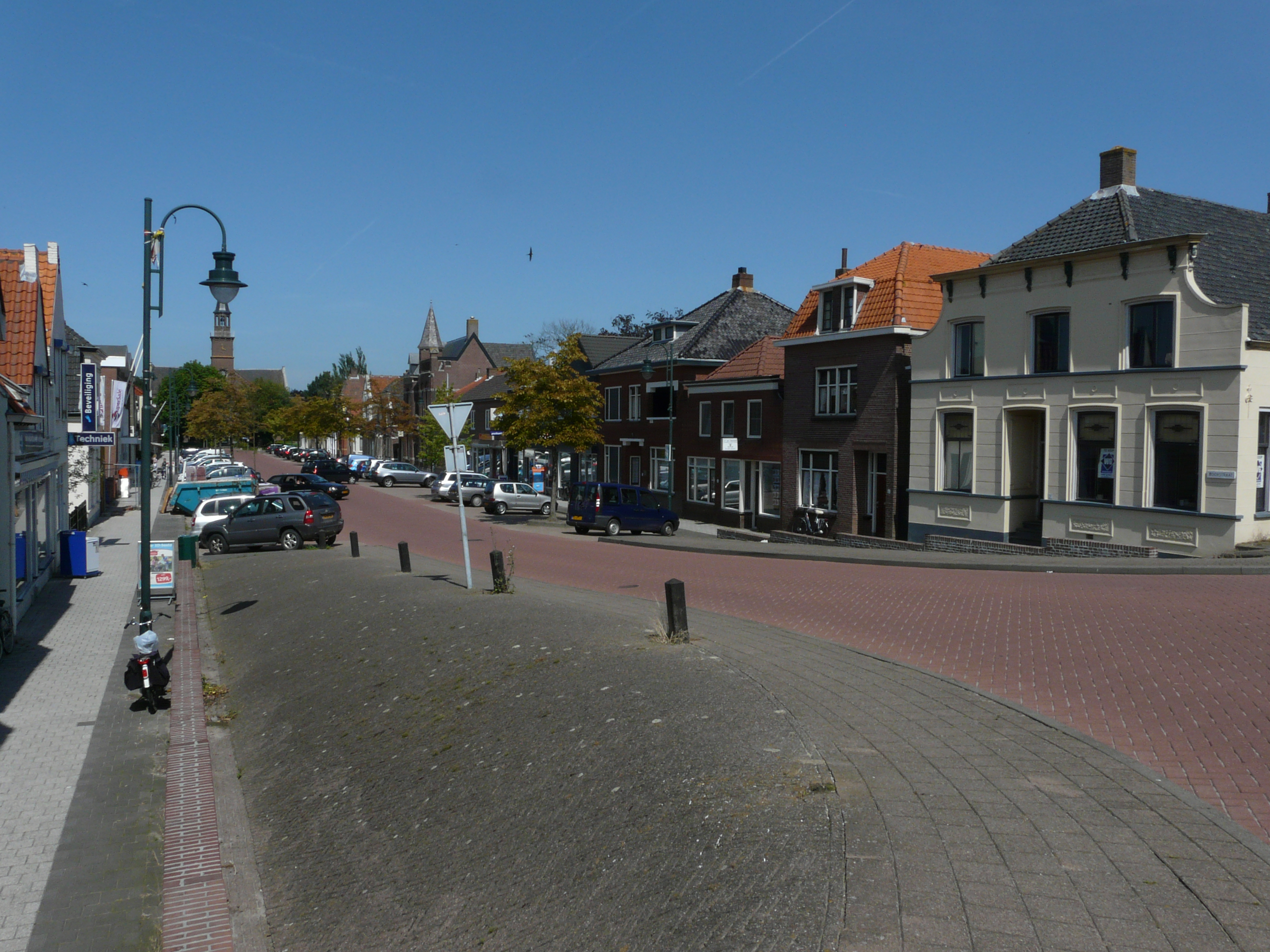
Voorstraat

Fijnaart (Brabants: de Fendert) is een dorp in de gemeente Moerdijk, in de Nederlandse provincie Noord-Brabant. Het dorp was tot 1997 de hoofdplaats van de gemeente Fijnaart en Heijningen.

## Etymologie
De naam Fijnaart werd mogelijk overgedragen van die van het gors De Finere. Het zou hierbij kunnen gaan om fijne aarde (fijnkorrelige klei). Een ander lezing is dat de naam "Finere" afkomstig is van het Franse 'Fin de Terre'; dit zou duiden op de plaats waar het land ophield en het water (het Hollandsch Diep) begon. Deze laatste lezing sluit aan bij het dialect: 'de Fendert'.

## Geschiedenis
Het oorspronkelijke Fijnaart ontstond toen in 1380 Jan Boudewijnsz. en Gereart Willemz. van Jan III van Polanen, Heer van de Baronie van Breda, en Hendrik II van Boutersem, Heer van Bergen op Zoom, toestemming kregen het gors de Finere te bedijken. Door de binnendijkse vervening ontstonden echter instabiele gronden, waardoor het dorp bij de Sint-Elisabethsvloed van 1421 geheel werd weggevaagd. De gronden werden later opnieuw ingedijkt en uitgegeven. In 1485 kwam Fijnaart aan de heerlijkheid Bergen op Zoom, het latere markiezaat Bergen op Zoom.
Pas in 1548 ontstond het huidige dorp Fijnaart, midden in de polder op het Vrouwe Jacobsland, ook wel de Oude Fijnaartpolder genoemd. Vrouwe Jacobsland was genoemd naar Jacqueline de Croy, markiezin van Bergen op Zoom. In 1615 werd de Jufvrouwenpolder ten westen van de Polder Oude Appelaar ingedijkt. De Elisabethpolder, daar weer ten westen van, vernoemd naar Maria Elisabeth II van den Bergh, markiezin van Bergen op Zoom, kwam omstreeks 1651 gereed. Aldus ontstond de maatschap: Eigenaren der Aanwassen onder Fijnaart. De verder ten westen hiervan gelegen gorzen, ter hoogte van Heijningen, werden in de 18e eeuw ingedijkt.
In 1550 werd er te Fijnaart een kerkje gebouwd, gewijd aan de Heilige Jacobus de Meerdere. Deze kerk, reeds eerder genaast door de Hervormden, werd in 1645 vervangen door een nieuw gebouw. Dit raakte bouwvallig, waarop 1876 opnieuw een nieuwe kerk werd opgericht.
De katholieken kerkten sinds de reformatie in Standdaarbuiten, maar in 1796 kregen zij een eigen kerkgebouw. Dit werd in 1844 vervangen door een waterstaatskerk, die echter in 1944 door oorlogshandelingen werd verwoest. In 1954 werd een nieuwe kerk ingewijd.
Rond het oudste kerkje is het dorp ontstaan als een voorstraatdorp volgens het Flakkeese type, waarbij de kerk een zeer belangrijke plaats inneemt. Zij ligt in de as en op de kop van de Voorstraat (de hoofdstraat), op een ‘eiland’, waaromheen in carrévorm bebouwing staat: de Kerkring. Aan de andere kant van de Voorstraat werd in 1613 het eerste raadhuis-/dorpshuis gebouwd. In 1950 werd dit huis vervangen door een nieuw gemeentehuis. In 1980 is het pand uitgebreid en heeft tot 1997 dienstgedaan als gemeentehuis van Fijnaart en Heijningen. Van 1999 tot eind 2015 was museum-galerie Van Lien in het pand gevestigd.
Oostelijk van het dorpshuis lag oorspronkelijk de natuurlijke Fijnaartse haven. Van hier uit liep een waterloop door de in 1597 ingedijkte Polder Oude Appelaar naar de Dintel. Westelijk van de haven heette de polder Het Dorpsgors en oostelijk De Schudde Borse. Van deze haventoegang rest nog een waterloop, die Oude Haven heet.
De watertoren van Fijnaart werd gebouwd in 1925, doch werd op 3 november 1944 verwoest.

## Musea

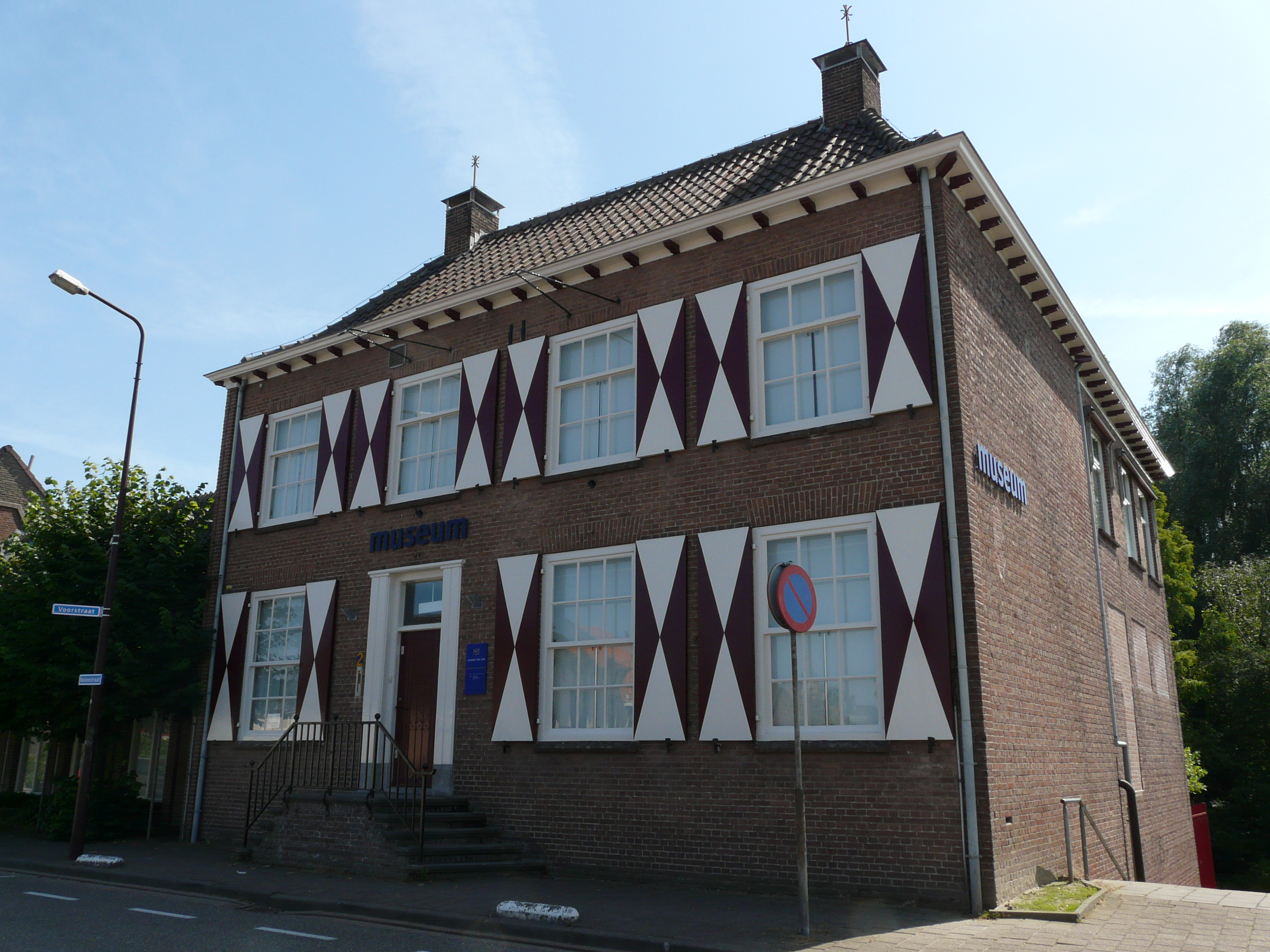
Museum en galerie Van Lien

- Museum en galerie Van Lien[3]

## Bezienswaardigheden
- De Jacobus de Meerderekerk, aan Molenstraat 26, is een kerk in basilicastijl uit 1952. De voorganger van deze kerk werd in november 1944 verwoest. De kerk bevat neoromaanse elementen en de architect was Jacques Hurks. Enkele midden-19e-eeuwse beelden in deze kerk zijn uit de voorganger afkomstig. Ook de pastorie, uit 1846 en in eclectische stijl gebouwd, is gespaard gebleven.[4][5]
- De Hervormde kerk is een in traditionalistische stijl ontworpen bouwwerk uit 1877. De kerk bevindt zich aan Kerkring 1.[6]
- De Gereformeerde kerk, aan Wilhelminastraat 64, is een kerkgebouw met sober uiterlijk uit 1888. Architect was H. Segboer. Het oudste gedeelte, vier traveeën diep, werd later met een voorgebouw uitgebreid. Het orgel, uit 1872, werd gebouwd door Christian Gottlieb Friedrich Witte, van de firma Bätz & Co. Dit orgel werd, na diverse verplaatsingen en ingrijpende ombouwingen, uiteindelijk in 1990 in Fijnaart geplaatst, en wel in een orgelkas uit 1914, vervaardigd door A.S.J. Dekker.
- De Oude Molen is een ronde stenen stellingmolen aan de Oudemolensedijk 16 te Oudemolen, 1 km ten noorden van Fijnaart. Ze stamt oorspronkelijk uit 1845.
- Enkele boerderijen, die bestaan uit een alleenstaand rechthoekig woonhuis met zadeldak en een grote, vrijstaande schuur met wolfsdak.
  - Hoeve Marienhof heeft een grote schuur uit 1651, een woonhuis met schilddak uit 1767, en een vrijstaand graanpakhuis.
  - Boerderij Sint-Jacques, aan Kwartiersedijk 21, heeft een 18de-eeuws woonhuis en een schuur uit 1888.
  - Hoeve Nooit Gedacht, aan Kraaiendijk 12, stamt uit 1760.
  - De hoeven aan Zwingelspaansedijk 16 en Zwingelspaansedijk 22, zijn beide uit 1798.
- Boerderijen van het West-Brabantse boerderijtype met aangebouwd woonhuis.
  - Tonsedijk 16-16a stamt uit 1760. Het woongedeelte heeft een interieur met bedsteewand en een kaaskelder. Op het erf bevindt zich een karnhuis.

## Natuur en landschap
Fijnaart ligt in een grootschalig zeekleipolderlandschap. Van vroegere overstromingen resten nog enkele kreken, met name die in het noorden, welke het natuurgebied Ruigenhil vormen. Ten noorden daar weer van liggen de Buitengorzen en het Hollandsch Diep.
Anderhalve kilometer ten zuiden van Fijnaart stroomt de Dintel en in het oosten ligt de Keenehaven, een overblijfsel van de Mooie Keene.

## Evenementen
- Fendertse week: feestweek met onder andere kermis, braderie en rommelmarkt.
- Koningsdag: feestdag met onder andere rommelmarkt, en spellen voor de kinderen.
- Graanpop: Jaarlijks muziekfestival, georganiseerd door Café de Graanbeurs in Fijnaart.
- Carnaval: Jaarlijks Carnaval georganiseerd door Carnaval Stichting De Kleibatsers. Met Grote optocht met grote/kleine wagens en loopgroepen. En diverse festiviteiten.

## Sport
Op zondag 21 augustus 2022 liep de route van de derde etappe (van Breda naar Breda) van de Ronde van Spanje 2022 door Fijnaart.
VV de Fendert voetbalvereniging.

## Voorzieningen

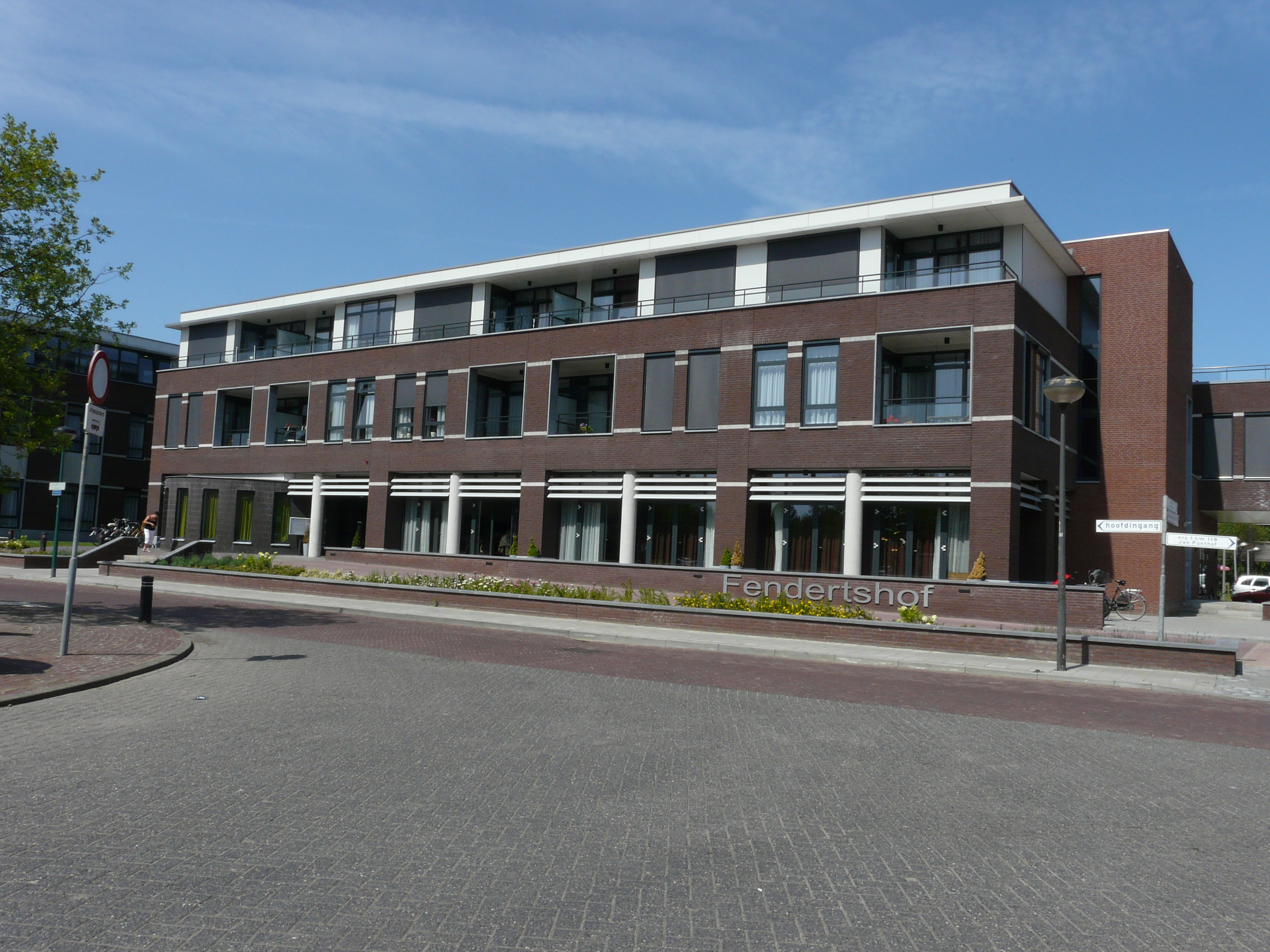
Fendertshof

- Gemeenschapshuis de Parel[8]
- Woonzorgcentrum Fendertshof
- Bibliotheek in de Fijne Aarde
- Zwembad de Oester

## Verkeer en vervoer
Er rijden twee streekbuslijnen van Arriva door het dorp en verzorgen verbindingen naar Roosendaal, Willemstad en Breda. Met een buurtbus komt men in Dinteloord.

## Bekende Fijnaarders
- Frans Bauer (1973-), volkszanger en tv-presentator
- Hans de Booij (1959-), zanger
- Wim van Est (1923-2003), wielrenner
- Nico van Est (1928-2009), wielrenner
- Piet van Est (1934-1991), wielrenner
- Cornelia Frijters (1909-1990), laatste begijn van Nederland
- Summer Haesakkers (2006-), voetbalster
- Ahmet Polat (1978-), fotograaf, filmmaker, hoofdredacteur HUMAN
- Henk Vos (1968-), profvoetballer en voetbaltrainer
- Toon Weijnen (1909-2008), taalkundige (met name Noord-Brabantse dialecten)
- Mare Westerink (2004), voetbalster

## Nabijgelegen kernen
Stampersgat, Standdaarbuiten, Noordhoek, Klundert, Helwijk, Heijningen

## Zie ook

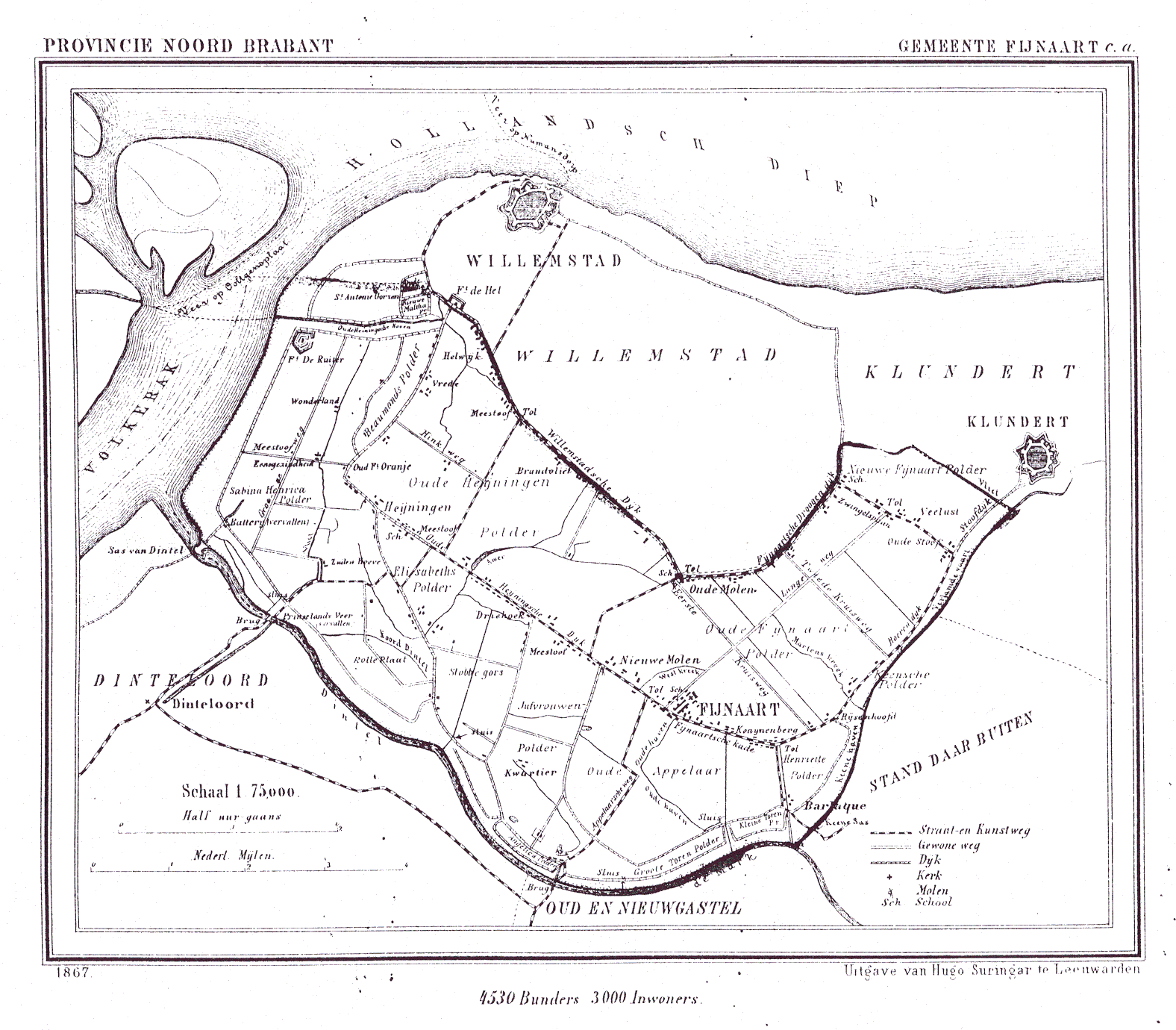
Fijnaart in 1867